# 好太王碑

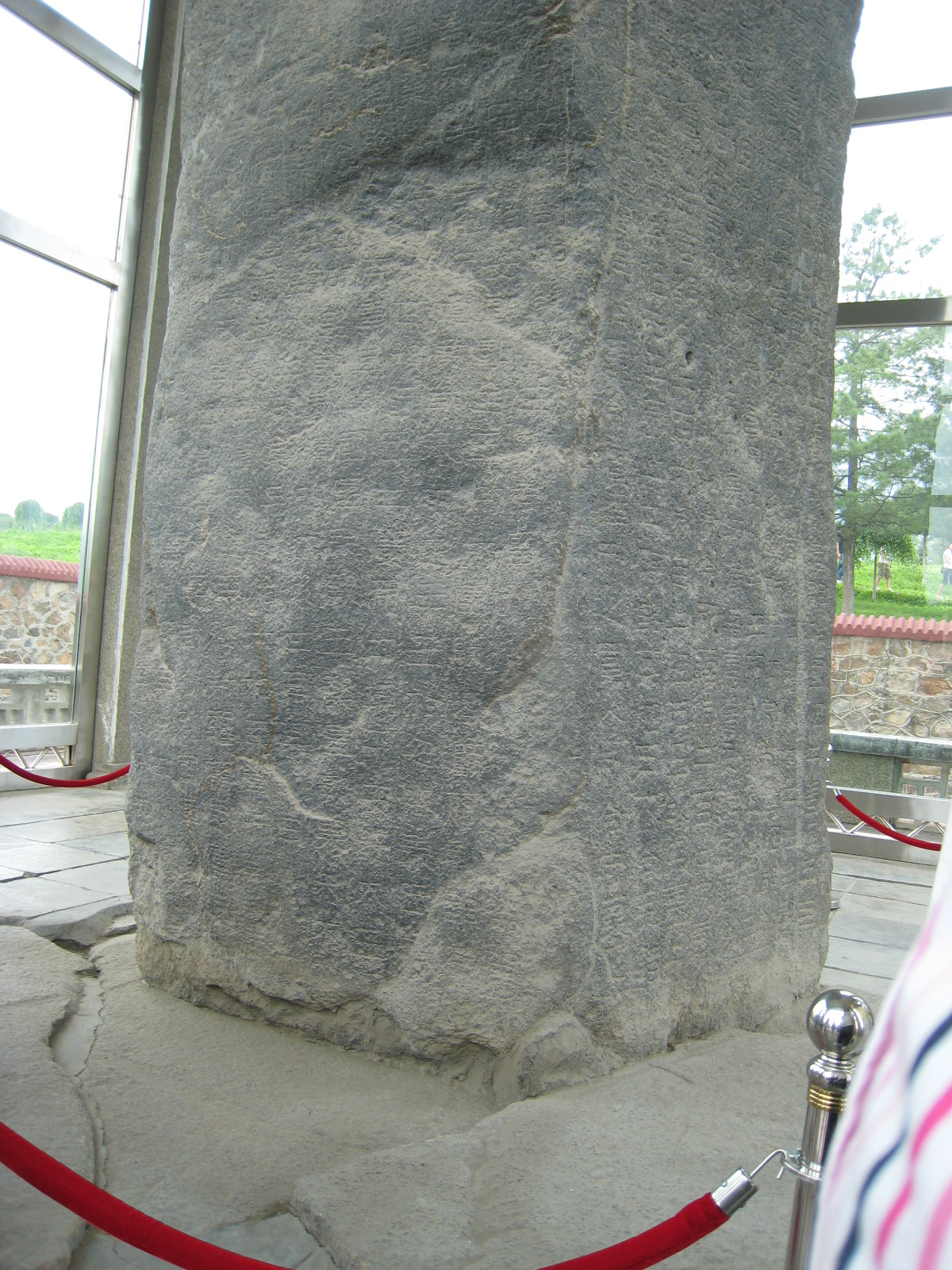
國岡上廣開土境平安好太王碑

好太王碑，又称广开土大王碑，全称國岡上廣開土境平安好太王碑。碑址现在中国吉林省集安市太王乡好太王陵东。该碑是高句丽第十九代国王好太王的碣碑，如今能辨识出碑上汉字一千六百余个，是研究高句丽国家历史的重要考古文字材料。有观点认为其是世界上最大的有字石碑之一。1961年，作为高句丽墓葬建筑洞沟古墓群的一部分，被列为第一批全国重点文物保护单位。2004年4月，作为高句丽王城、王陵及贵族墓葬的一部分被列为世界文化遗产。

## 立碑背景
此碑为高句丽第二十代长寿王为纪念其父好太王的功绩，于晉义熙十年（414年）立于好太王陵东侧。它由一块巨大的天然角砾凝灰岩石柱略加修琢而成，碑体呈方柱型，高6.39米，底部宽在1.34—1.97米之间，四面环刻碑文，字体介于汉字隶书与楷书之间，上面共有文字1775个，其中141字已脱落无法辨识。

## 碑文內容
碑文内容分三部分：第一部分记述高句丽建国神话，说明高句丽始祖邹牟王是北夫余部落的人。接着简述好太王的生平：于十八岁登基，号“永乐太王”，去世于三十九岁（412年），并于“甲寅年九月九日乙酉”（414年10月28日）迁就山陵安葬，谥号为“国冈上广开土境平安好太王”；第二部分记述好太王伐百济、救新罗、败倭军、征东扶余的过程中攻城掠地并掠得牲口等史实，碑文中主要记载对百济和倭的讨伐战争以及救援新罗，共夺得百济64座城、1400多个村落；第三部分根据好太王遗教，对好太王墓守墓人烟户来源和家数作了详细记载，并刻记“不得转卖守墓人”的法令。

## 價值
好太王碑除了反映4-5世紀東北亞形势外，由於266年邪马台国最後一次向中國遣使後，中國史書關於日本的紀錄消失約150年，期間唯一關於日本的紀錄是高句麗留下的廣開土王碑。

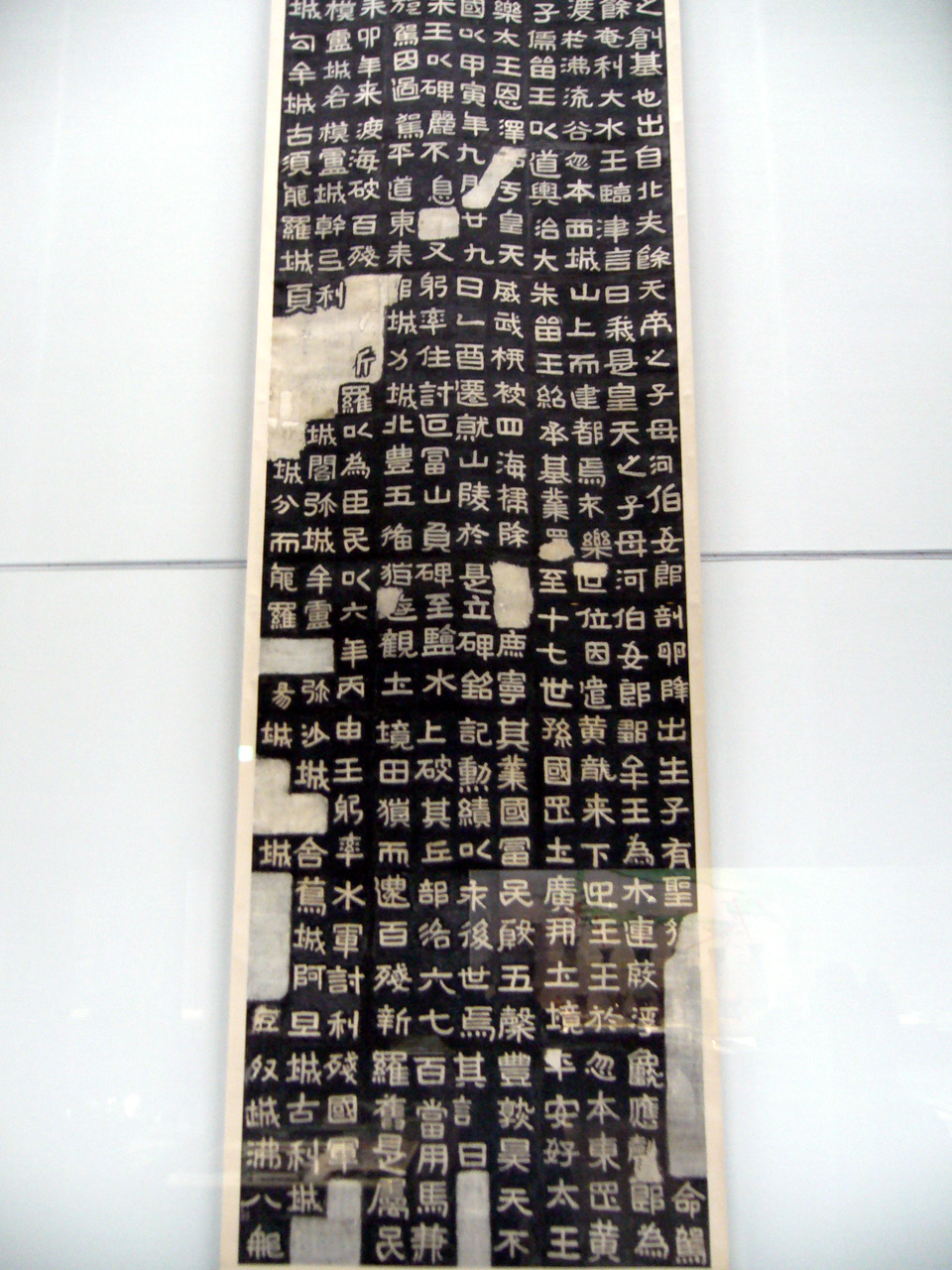
好太王碑拓本，今藏東京国立博物館

## 後世研究
自唐代后，集安一帶荒凉，好太王碑渐渐被人遗忘。清朝初年的康熙、乾隆之世，长白山山区被封禁200多年，好太王碑被淹没在荒野漫草之中。清光绪三年（1877年），桓仁设县，书启关月山发现了好太王碑，由于内容涉及朝鲜半岛和当年日本列岛倭人的活动，1959年后受到亚洲一些国家的关注，各国学者（朝鲜、韩国、日本）以不同目的对其做了研究，并发表了论文。由于碑体严重风化，碑文剥蚀不清，加之传世拓本多是经拓工用石灰在碑面上作了修补之后制成的，致使对此碑的释读分歧很大。1980年代初，中国学者经过深入调查，新识读89字，认定各家有争议的字62个，查明过去认为是脱文而实际无字29个，共解决了180字，从而使好太王碑的研究有了巨大突破。
近年來各國史學界圍繞著該碑文產生了一些爭議，重點在「而倭以辛卯年來渡海（或作「每」)破百殘，□□新羅以為臣民。」一句（缺字可能是「遂佔」）。因為這段話似乎指出倭國曾擊破百濟，並使新羅服屬；而辛卯年征韓之事，恰好符合《日本書紀》神功皇后「遠征三韓」的紀錄。不过《日本書紀》是一部可信性有限的典籍。朝鲜半岛的朴時亨、李進熙主張倭國在晉太元十六年（391年）時的科技水準远远落后于朝鲜半岛，因此不具备征服百济和新罗的能力，更不可能統治朝鮮半島南部。況且，在颂扬高句丽国王的石碑上记录倭的功绩是不合常理的。李進熙认为日本在占领中国东北期间篡改了石碑內容。但自中国社会科学院教授徐建新於2006年發表的論文中提出清光緒七年（1881年）的碑文拓本後，李進熙的觀點目前已被學界否定。
最新研究認為，近肖古王時期百濟勢力達到頂峰，晉太和四年（369年）百濟吞併了所有殘餘的馬韓部落並將洛東江以西的伽倻為臣屬。晉太和六年（371年），百濟擊敗高句麗之後成為朝鮮半島霸主。之後，百濟開始向東方的新羅侵略。此時新羅國力尚弱，無法抵擋百濟的攻勢，至晉太元十五年（390年）的20年間新羅喪失大部分領土，瀕臨滅亡。
因此新羅向經廣開土王改革後的高句麗求援，另一方面百濟與倭結盟，百濟希望從倭獲得軍事支持，倭則希望藉由百濟的實力，百濟的文物，特別是鐵礦原料的穩定輸入。391年高句麗從海上入侵百濟。396年高句麗好太王吞併百濟眾多城池後，直逼百濟首都，百濟王投降並成為高句麗的藩屬，好太王隨後挾持百濟王子和貴族為人質返國。
隨後百濟向倭求援，並且聯合攻打當時高句麗的藩屬－新羅。新羅派特使到高句麗的平壤城請求援助。由於新羅是高句麗的藩屬，高句麗決定出兵援助。400年，高句麗發兵5萬援助新羅。高句麗的軍隊到達新羅首都之際，倭國即撤兵，404年，倭國再次攻打高句麗，最後被高句麗擊敗。

## 保護管理
为了保护此碑，中華民國十七年（1928年）曾建筑过木质碑亭。1965年，对碑作了化学封护。1977年，在碑座四周修筑大型加固的石坛，同时对碑体作了再次封护。1982年，扩大保护区，重建大面积围墙，修筑了钢筋混凝土结构的大型永久性碑亭，并设有专人进行保护管理。